# Leptophyes peneri
Leptophyes peneri är en insektsart som beskrevs av Carl Otto Harz 1970. Leptophyes peneri ingår i släktet Leptophyes och familjen vårtbitare. Inga underarter finns listade i Catalogue of Life.